# St. Margareta (Schwirzheim)

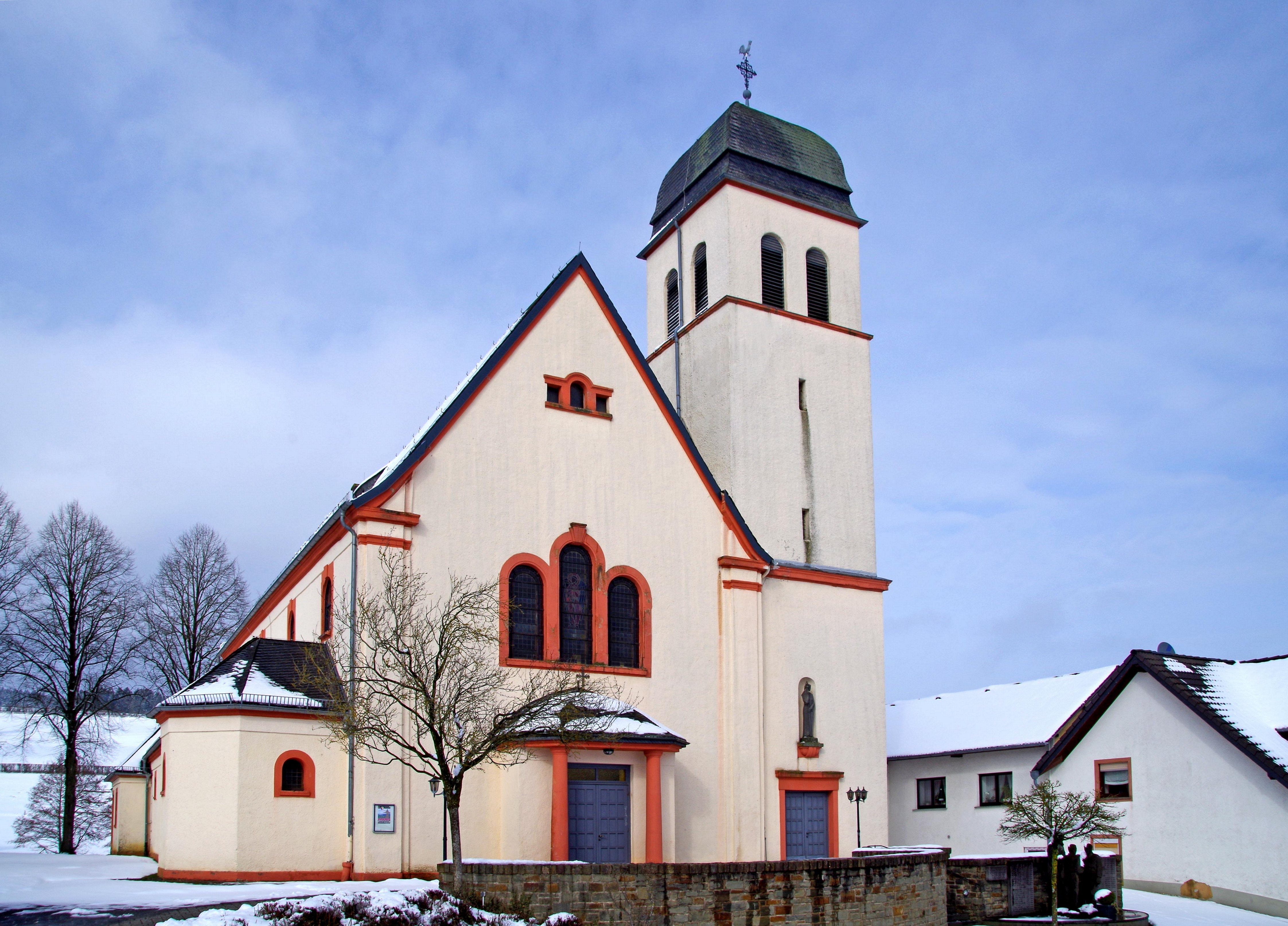
St. Margareta (Schwirzheim)

Die Kirche St. Margareta (auch: St. Margarethe) ist die römisch-katholische Kirche von Schwirzheim im Eifelkreis Bitburg-Prüm in Rheinland-Pfalz. Die Kirche ist Filialkirche der Pfarrei Gondelsheim-Schwirzheim, die in der Pfarreiengemeinschaft Prüm zum Pastoralen Raum Prüm im Bistum Trier gehört.

## Geschichte
Eine Kirche St. Margareta (nach Margareta von Antiochia) ist in Schwirzheim seit 1570 nachgewiesen. Der Ort hatte im 16. und 17. Jahrhundert dadurch eine gewisse Bedeutung, dass auf der dortigen Burg Hartelstein Johann VII. von Schönenberg, Kurfürst und Erzbischof von Trier, geboren und aufgewachsen war. Zu Neu- oder Umbauten von St. Margareta kam es 1685, 1786 und schließlich von 1923 bis 1925 durch das Koblenzer Architektenbüro Huch & Grefges, das im Stil der Reformarchitektur eine dreischiffige Basilika mit Turm baute.

## Ausstattung

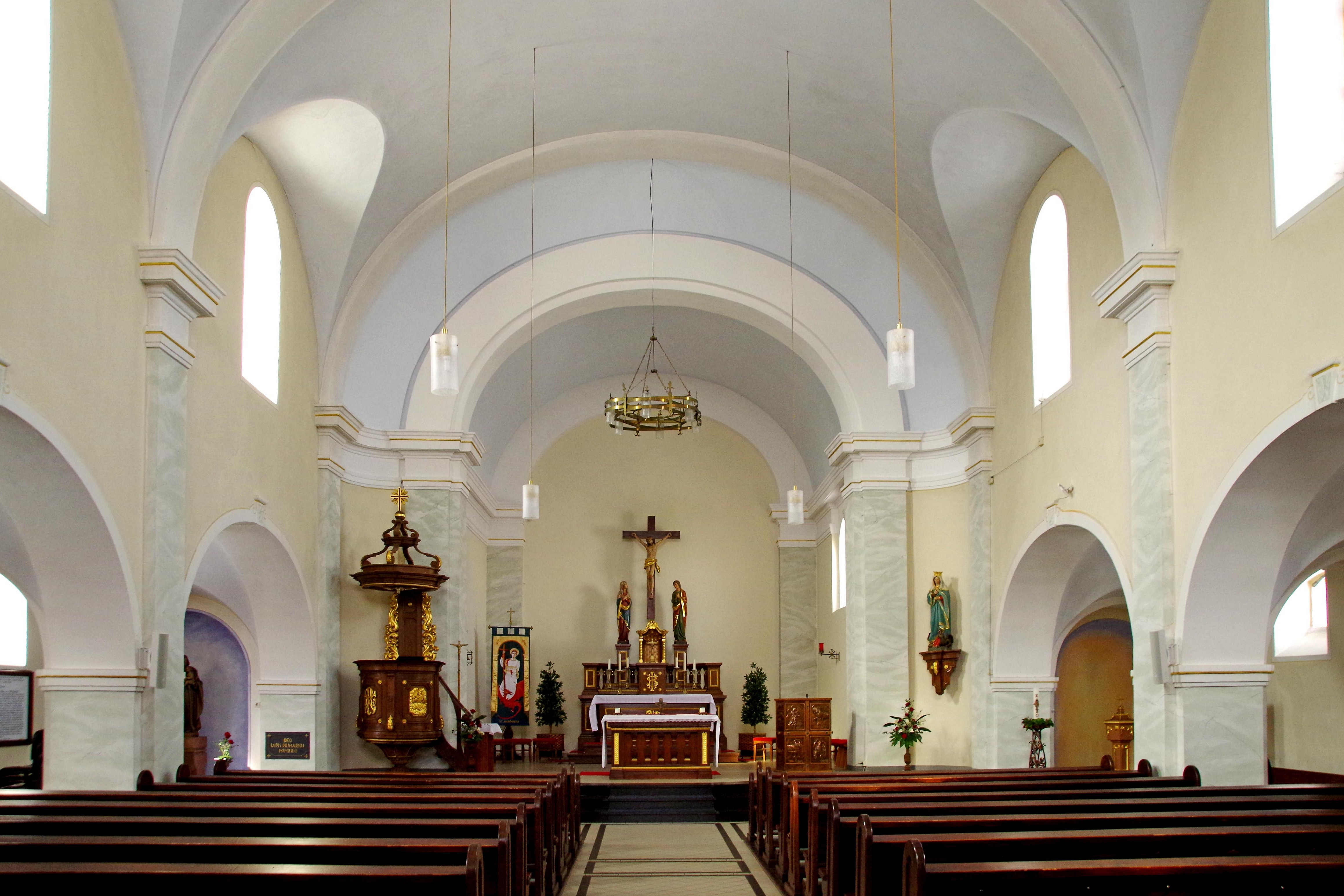
St. Margareta (Schwirzheim)

Die Kirche besitzt Fenster des Malers Paul Weigmann, eine Statue der Patronin und eine Orgel der Firma Ahlborn-Orgel mit 28 Registern.